# Heavy (Anne-Marie)
Heavy is een nummer van de Britse zangeres Anne-Marie uit 2017. Het is de derde single van haar debuutalbum Speak Your Mind.
"Heavy" is vergelijkbaar met Anne-Marie's vorige single Ciao Adios. Het nummer werd een klein hitje op de Britse eilanden, in Nederland en in België. Het bereikte de 31e positie in het Verenigd Koninkrijk. In Nederland werd de 10e positie in de Tipparade gehaald, en in de Vlaamse Ultratop 50 was het goed voor een bescheiden 31e positie.